# Lise Médini
 (avril 2021).
 (février 2025).
Motif : Aucune source secondaire d'envergure. Notoriété à vérifier.
- Archive Wikiwix
- Bing
- Cairn
- DuckDuckGo
- E. Universalis
- Gallica
- Google
- G. Books
- G. News
- G. Scholar
- Persée
- Qwant
- (zh) Baidu
- (ru) Yandex
- (wd) trouver des œuvres sur Wikidata

| 1. | Préciser le motif de la pose du bandeau. | Précisez le motif de la pose du bandeau en utilisant la syntaxe suivante : {{admissibilité à vérifier\|date=mars 2025\|motif=remplacez ce texte par le motif}}                   |
| 2. | Informer les utilisateurs concernés.     | Pensez à avertir le créateur de l'article, par exemple, en insérant le code ci-dessous sur sa page de discussion : {{subst:avertissement admissibilité à vérifier\|Lise Médini}} |

Lise Médini, née à Alès le 10 décembre 1938, est une chanteuse française, auteure-compositrice-interprète représentative de la Rive gauche dans les années soixante.

## Biographie
En 1961, elle obtient le premier prix de composition[réf. nécessaire] pour la musique de Premier Métro (paroles de Sani) à l’occasion de la finale des Relais de la Chanson Française, à l’Alhambra-Maurice Chevalier.
En 1963, elle signe un contrat avec la maison de disque BAM et enregistre deux 45 tours.
En 1965, Lise Médini commence à se produire dans les cabarets de la Rive gauche, puis dans de plus grande salles comme Bobino, Pacra et le Théâtre de l'Odéon[réf. souhaitée].
En 1967, CBS lui offre un contrat d'enregistrement de deux 33 tours ainsi que plusieurs 45 tours.
En 1990, Lise Médini réalise la traduction d’une série d'enseignements du Dalai Lama, réunis sous le titre Cent Éléphants sur un brin d'herbe aux éditions du Seuil.

## Discographie

### Albums
- 1967 - Lise Médini (CBS)
- 1970 - Lise Médini Vol. 2 CBS

### 45 tours
- 1963 : Sourires N°2 (BAM)
- 1964 : En Avignon (BAM)
- 1967 : Ce n'est pas la peine (CBS)
- 1968 : Le Charme De La Liberté (CBS)

## Interprètes
- Cora Vaucaire – Décembre - Paroles : Sani, Musique : Lise Médini
- Francesca Solleville – Et je t’appelle - Paroles : Sani, Musique : Lise Médini
- Francesca Solleville – Décembre - Paroles : Sani, Musique : Lise Médini
- Francesca Solleville – Numance - Paroles : Luc Bérimont, Musique : Lise Médini
- Francesca Solleville – Le Coup de Vieux - Paroles : Sani, Musique : Lise Médini
- Jacques Marchais – Le Mirage - Paroles : Roger Riffart, Musique : Lise Médini
- Jacques Douai – Je suis plus près de toi - Paroles : Luc Berimont, Musique : Lise Medini ; Jacques Douai, accompagné par orchestre dir. Michel Villard
- Marc Ogeret – Sourires - Paroles : Evtouchenko, Musique : Lise Médini
- Marc Ogeret – Je suis plus près de toi - Paroles : Luc Berimont, Musique : Lise Médini
- Jacques Bertin – Je suis plus près de toi - Paroles : Luc Berimont, Musique : Lise Médini

## Publication
- 1990 - Cent Éléphants sur un brin d'herbe, éditions du Seuil  (ISBN 978-2-02-011568-1)